# Cymatura brittoni
Cymatura brittoni är en skalbaggsart som beskrevs av Franz 1954. Cymatura brittoni ingår i släktet Cymatura och familjen långhorningar.
Artens utbredningsområde är Malawi. Inga underarter finns listade i Catalogue of Life.